# Прудное (Сахалинская область)
Прудное — село в Углегорском муниципальном районе Сахалинской области России, в 17 км от районного центра. Входит в состав Углегорского городского поселения.

## География
Находится на берегу реки Углегорки.

## История
До 1945 года принадлежало японскому губернаторству Карафуто и называлось Тоёсато (яп. 豊里).
Посёлок Прудный взят на учёт в 1952 г. В 1964 году исключен из учётных данных, но фактически, как населённый пункт, сохранился в составе Краснопольского сельсовета.
Постановление Администрации Сахалинской области от 26.04.2004 № 50-па посёлок Прудный преобразован в село Прудное.

## Население
| 2002 | 2010 | 2013 | 2021 |
| ---- | ---- | ---- | ---- |
| 100  | ↘27  | ↘16  | ↘14  |

По переписи 2002 года преобладающая национальность — русские (90 %).